# 톰 소여 (1973년 영화)
톰 소여(Tom Sawyer)는 미국에서 제작된 돈 테일러 감독의 1973년 모험, 뮤지컬, 가족 영화이다. 자니 휘테커 등이 주연으로 출연하였고 아서 P. 제이콥스 등이 제작에 참여하였다.

## 출연

### 주연
- 자니 휘테커
- 셀레스트 홈

### 조연
- 워렌 오티스
- 제프 이스트
- 조디 포스터
- 루실 벤슨
- 헨리 존스
- 노아 킨
- 더브 테일러
- 리처드 이스덤
- 샌디 케년
- 조슈아 힐 루이스
- 조나단 테일러

## 제작진
- 원작자: 마크 트웨인
- 미술: 필립 M. 제프리스
- 의상: 돈펠드
- Ass-PD: 프랭크 카프라 주니어
- 세트: 로버트 드 베스텔
- 배역: 로스 브라운